# Rusophycus

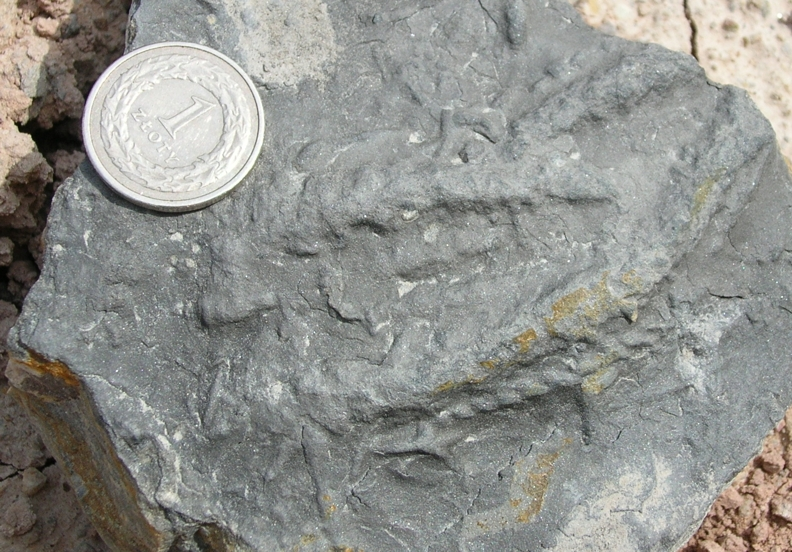
Rusophycus polonicus z górnokambryjskich osadów kamieniołomu w Wiśniówce

Rusophycus Hall, 1852 – ichnorodzaj skamieniałości śladowych w formie hieroglifu, będący prawdopodobnie skamieniałymi odlewami tropów trylobitów.
Rusophycus ma kształt dwupłatowego kopca podzielonego wgłębieniem. We wgłębieniu mogą być widoczne odciski pygidium lub segmentów trylobita. 
Podobnie jak inne skamieniałości tego typu, okazy należące do tego ichnorodzaju charakteryzuje znaczna zmienność i bardziej jest on definiowany przez sposób powstania niż ścisłe cechy morfologiczne. 
Okazy Rusophycus są zwykle hieroglifami, czyli nie samymi śladami na powierzchni podłoża, na którym znajdował się trylobit, ale odlewami śladów znajdującymi się na spągu warstwy przykrywającej to podłoże. Czasem podkreśla się tę różnicę, rezerwując nazwę Rusophycus tylko dla hieroglifów.
Okazy Rusophycus znajdowane są w płytkomorskich utworach od kambryjskich po dewońskie na półkuli północnej. 
Rusophycus interpretuje się jako ślady spoczywania na podłożu. Inne hieroglify śladów pozostawionych w podłożu przez trylobity to Cruziana d'Orbigny, 1842 (ślady pełzania i gzebania), Diplichnites Dawson, 1873 (ślady kroczenia, stąpania) i Dimorphichnus Seilacher, 1955 (ślady kroczenia lub pływania nad powierzchnią z szorowaniem po niej bokiem). Razem tworzą ichnocenozę związaną z życiem trylobitów, ale również innych towarzyszących im zwierząt.